# Igreja paroquial de Santiago de Bougado
A Igreja paroquial de Santiago de Bougado, ou Igreja de São Tiago, situa-se na freguesia de Bougado (São Martinho e Santiago), no município de Trofa, em Portugal.
A autoria do projeto é atribuída ao arquitecto Nicolau Nasoni, autor da famosa Torre dos Clérigos. Na fachada da igreja pode-se ler que foi mandada construir em 1754.
A igreja está classificada desde 1984 como Imóvel de Interesse Público.